# Chórezm

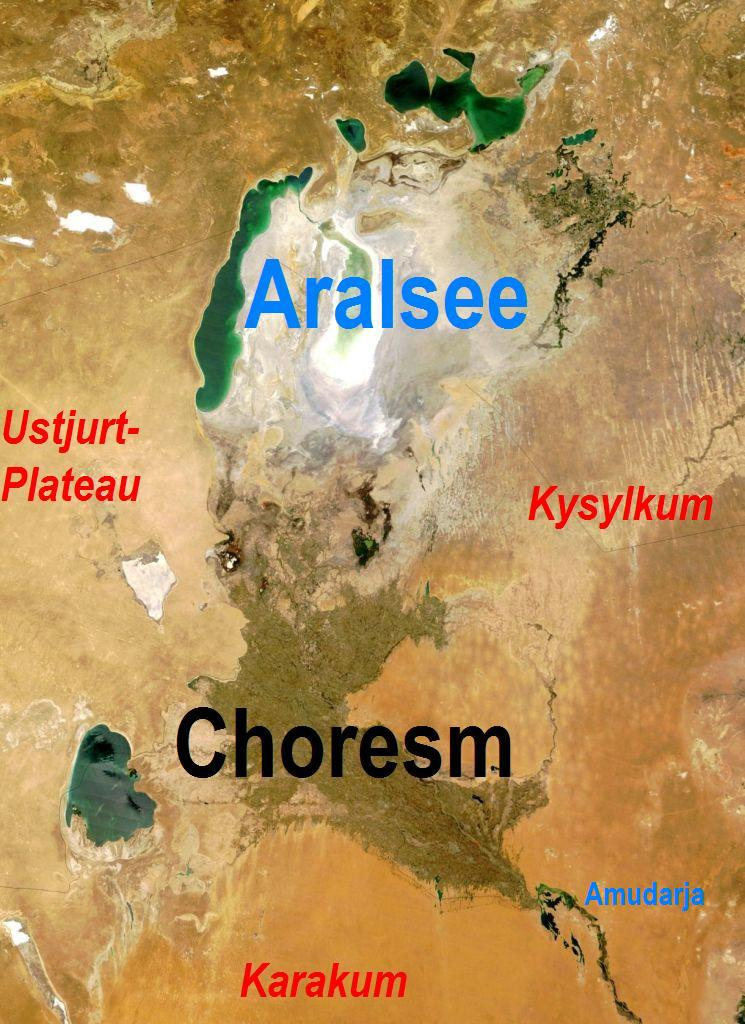
Satelitní pohled na Chórezm pod vyschlým Aralským jezerem

Chórezm (jiné názvy: Chorezm, Chwárezm, Chvárezm, Chwárizm, Chvárizm, Chovárazm, zejména ve starověku i Chorasmia) je historické území ve střední Asii, na dolním toku a v deltě řeky Amudarja v dnešním Uzbekistánu a Turkmenistánu.
Od 1. tisíciletí před n. l. do 14. století n. l. zde žili Chórezmové (Chorezmijci), kteří mluvili íránským jazykem zvaným chórezmština. Od 8. století začalo na území pronikat i turkicko-mongolské obyvatelstvo, které později v 15. století převládlo.
V 1. tisíciletí před n. l. zde Chórezmové vytvořili říši, o jejímž politickém vývoji se ví málo. Od 4. století n. l. už známe i první místní známou dynastii – Afrígovce (Afrighidovci). Po roce 712 území ovládli Arabové, kteří sem dosadili svého emíra sídlícího ve městě Gurdžndž (Kuňja-Urgenč), ale v části území do 10. století stále vládli Afrígovci. V roce 995 území Chórezmu sjednotil gurgandžský emír, který založil dynastii Mamúnovců.
V roce 1017 se Chórezm stal součástí Ghazníjskeho sultanátu a v roce 1043 Seldžucké říše. Od konce 11. století zde postupně vznikala Chórezmská říše, jejíž vznik byl dokonán osamostatněním od Seldžuků v druhé polovině 12. století.
V roce 1221 Chorézmskou říši zničil Čingischán a Chórezm byl později začleněn do Zlaté hordy. Na konci 14. století byl Chórezm dobyt Timurem a během následujících desetiletí Chórezm patřil střídavě Timúrovcům nebo Zlaté hordě.
Začátkem 16. století Chórezm ovládla dynastie Šajbáníovců a vznikl zde Chivský chanát (v ruské a západoevropské literatuře se jmenoval Chivský chanát, ale místní název zněl Chórezm). Ten se v roce 1873 stal ruským protektorátem. V roce 1920 byla na území dosavadního chanátu vyhlášena jedna ze sovětských republik. V roce 1924 bylo území rozděleno mezi Uzbeckou sovětskou socialistickou republiku, Turkmenistánu sovětskou socialistickou republiku a Karakalpakskou autonomní oblast (dnes je Karakalpakstán autonomní republika v rámci Uzbekistánu).